# René Lote
René Lote (René Albert Marie Lote), né le 17 avril 1883 à Lorient, mort le 18 août 1944 à Quéven, professeur d'université, germaniste français, linguiste, écrivain et résistant. Il est abattu par l'Occupant le 18 août 1944, en même temps que le docteur Yves Diény, lors des événements de Quéven quand les alliés tentent de libérer Lorient.

## Biographie
René Lote, né à Lorient, est le fils d'Ernest Lote, marchand tailleur et de Marthe Simonet. Il entame de brillantes études au Lycée Dupuy-de-Lôme, et les poursuit au lycée Louis-le-Grand de Paris et à la Sorbonne où il obtient un doctorat ès lettres, sur les origines de la science allemande, thèse publiée chez Alcan en 1913. Il est pensionnaire de la Fondation Thiers en 1908.
Il entre à l’Université de Heidelberg, devient professeur agrégé, et enseigne par la suite à la faculté de Grenoble.
Il signe en juillet 1919 le manifeste «Pour un parti de l'intelligence» qui constitue la réponse des intellectuels de droite à la «Déclaration de l'indépendance de l'Esprit» rédigée par Romain Rolland et publiée le 26 juin de la même année. Selon le spécialiste de l'Action française Eugen Weber, le manifeste eut beaucoup de succès et obtint la signature d'une part considérable de l'intelligentsia conservatrice française de l'époque.
Pendant l’Occupation, il rencontre chez le maire, Louis Kermabon (1898-1983), notamment le commandant Barbotin - un ancien de l’escadrille des Cigognes, chargé de mission par le général Maurice Guillaudot, l’un des chefs de la Résistance morbihanaise. René Lote, du fait de sa parfaite connaissance de la langue germanique, devient traducteur officieux et bénévole des documents de mairie. Il se rend à plusieurs reprises en zone libre, des messages cachés dans ses semelles.
Vraisemblablement trahis, René Lote et le docteur Diény sont arrêtés le 17 août 1944 et sommairement abattus par les Allemands le 18 août 1944.
Le maire Louis Kermabon, alors en poste, prononce un discours lors des obsèques.
Il repose dans le cimetière de Quéven où une rue perpétue son souvenir et une stèle a été érigée le 9 mai 2005 à l’occasion de la célébration du soixantième anniversaire de la libération de Quéven. Une rue porte également son nom à Lorient.

## Le point de vue de R. Lote sur l'ascension d'Hitler
Un entretien avec René Lote dans le journal morbihannais Le Nouvelliste du Morbihan est paru le 11 mars 1933.
- Que pensez-vous d'Hitler ?

- Oh ! Hitler, ce n'est pas un aigle, bien loin de là. Il a même le cerveau plutôt fragile. [...] Il est faible, n'a pas de suite dans les idées, n'a pas la faculté de travail indispensable pour le rôle qu'il joue. Cependant il serait puéril de le sous-estimer. [...] Il est victorieux, c'est un fait. Il est, du reste, singulièrement sympathique. Je le crois bon et surtout loyal. [...]

- D'où vient la désaffection du peuple allemand pour les partis républicains ?

- C'est beaucoup moins une question d'idées qui joue ici qu'une question de ventre. L'Allemagne a faim. Les Allemands ont cruellement pâti de l'après-guerre. Si jamais l'ouvrier français avait souffert le quart de ce que souffrit et souffre l'ouvrier allemand, il y a longtemps que nous aurions eu la révolution chez nous. [...]

- Je n'ai pas besoin de vous demander quel en sera le résultat pour la situation internationale ?

- Très grave. Les premières causes de conflit vont être le Couloir polonais et l'Anschluss. [...]

## Publications
René Lote est l’auteur d’une cinquantaine de livres.
- René Lote, Les origines mystiques de la science allemande : Thèse pour le doctorat ès lettres, Paris, Éd. Félix Alcan, 1913, 236 p.
- René Lote, La France et l'esprit français jugés par le "Mercure" de Wieland 1773-1797 : Répertoire bibliographique, précédé d'une introduction. Thèse complémentaire pour le doctorat ès lettres, Paris, Éd. Félix Alcan, 1913, 173 p.
- René Lote, Du Christianisme au Germanisme : L'évolution religieuse au XVIIIe siècle et la déviation de l'idéal moderne en Allemagne, Paris, Éd. Félix Alcan, 1914, 378 p. (lire en ligne)

- René Lote, Le Péril allemand et l'Europe, Paris, Éd. Félix Alcan, 1916, 144 p.
- René Lote, Germania : l'Allemagne et l'Autriche dans la civilisation et l'histoire, Paris, Éd. Berger-Levrault, 1917, 344 p. (lire en ligne)

- René Lote, Le sens des réalités, sagesse des États, leçons politiques sur la guerre, Paris, Éd. Berger-Levrault, 1917, 212 p.
- René Lote, Les Leçons intellectuelles de la guerre, Paris, Éd. Perrin, 1917, 201 p. (lire en ligne)

- René Lote, Les intellectuels dans la société française : De l'Ancien Régime à la Démocratie. Ouvrage suivi d'une étude sur Félix Le Dantec, Paris, Éd. Félix Alcan, 1918, 234 p. (lire en ligne). Prix Marcelin Guérin de l’Académie française en 1919

- René Lote, Minerve et Vulcain : l'industrialisme et la culture intellectuelle, Éd. Nouvelle Librairie Nationale, 1919, 288 p.
- René Lote, Promenades littéraires à travers l'Allemagne, Paris, Boivin et Cie Éd., 1920, 107 p.
- René Lote, Les Relations franco-allemandes : "On croyait se connaître...", Paris, Éd. Félix Alcan, 1921, 220 p.
- René Lote, « De la médiocrité de la littérature présente », La Grande Revue,‎ 1921, p. 13
- René Lote, Histoire de la nation française, t. 15 : Histoire des sciences en France, Éd. Plon-Nourrit et Société de l'histoire nationale, 1925, 621 p., Histoire de la philosophie. Prix Guizot de l’Académie française en 1926

- René Lote, Le germanisme d'après-guerre dans l'est de l'Europe, Grenoble, Éd. Didier et Richard, 1926
- René Lote, L'Allemagne d'après guerre, histoire d'un relèvement national, Paris, Éd. Félix Alcan, 1928, 319 p.
- René Lote (ill. Léon Bourlier), La cité rouge de Bodolec, Grenoble, Éd. Arthaud, 1929
- René Lote, Modernopolis..., Grenoble, Éd. Arthaud, 1929
- René Lote, Explication de la littérature allemande, Paris, Boivin et Cie Éd., 1931, 191 p.
- René Lote (ill. Marthe Rouyer et Roger Ramus), Les Visages de l'Allemagne à travers la géographie et l'histoire : Paysages - Villes - Arts - Civilisation, Grenoble, Éd. Didier & Richard, 1931, 147 p.
- René Lote (ill. Arcadi Akzinoff), L'Allemagne de tous les jours, Grenoble, Éd. Didier et Richard, 1932
- René Lote (ill. Roger Ramus), Deux siècles de vie littéraire et sociale en Allemagne, Grenoble, Éd. Didier et Richard, 1932
- René Lote, Le génie à l'école de la douleur, Grenoble, Éd. Didier et Richard, 1932
- René Lote (ill. Roger Ramus), Les Illusions sociales en politique, en littérature, dans la vie de tous les jours, Grenoble, Éd. Didier et Richard, 1932
- René Lote (ill. Roger Ramus), Les Dernières modes littéraires en Allemagne, Grenoble, Éd. Didier et Richard, 1932
- René Lote (ill. André Baudinot), Milieux allemands d'Autrefois, vol. 1 : Milieux humains de toujours, Grenoble, Éd. Didier et Richard, 1934, 40 p.
- René Lote (ill. André Baudinot), Milieux allemands d'Autrefois, vol. 2 : Santé et maladies littéraires, Grenoble, Éd. Didier et Richard, 1934, 43 p.
- René Lote (ill. André Baudinot), Milieux allemands d'Autrefois, vol. 3 : Militarisme et Protocole, Grenoble, Éd. Didier et Richard, 1934, 47 p.
- René Lote (ill. André Baudinot), Milieux allemands d'Autrefois, vol. 4 : Bourgeois et "Philistins", Grenoble, Éd. Didier et Richard, 1934
- René Lote (dessins à la plume de l'auteur), L'hygiène du bonheur, Paris, Éd. des Horizons de France, 1934
- René Lote, Ondine et le gros Pan ou la puissance d'illusion : roman de l'Avant-guerre intellectuelle, Éd. G. Orobitg, 1934, 216 p.
- René Lote, Histoire de la culture allemande : Vie politique et sociale, sciences et philosophie, littérature et beaux-arts : "Culture" ? ou civilisation ?, Paris, Éd. Félix Alcan, 1934, 316 p.. Prix Bordin de l’Académie française en 1935
- René Lote, La Ville de partout : Étude des déformations sociales, roman, Oberthür, 1934, 193 p.
- René Lote, Les Esclaves de la mort : Le bilan d'une génération. Roman, Oberthur, 1935, 161 p.
- René Lote, Explication du hitlérisme, Paris, Boivin et Cie Éd., 1935, 53 p.

- René Lote, Paysannerie et province : roman de la "bonne petite vie"... et des incompatibilités d'humeur, 1936 ?
- René Lote, Le Roman, déformation de la vie : De l'Iliade à Balzac et aux faiseurs, Le Nouvelliste, 1939, 51 p.
- René Lote, Le Drame Humain Au Théâtre : Théâtre acte 3, Éd. à compte d'auteur, 1939, 32 p.
- René Lote, Le Drame Humain Au Théâtre (suite) : D'Ibsen aux Faiseurs - Pour assainir l'Art Dramatique ?, Éd. à compte d'auteur, 1939, 32 p.
- René Lote, Bilan des impérialismes, synthèse historique, Éd. à compte d'auteur, 1940, 31 p.